# Euphydryas aurinia

Euphydryas aurinia é uma borboleta com estatuto de conservação vulnerável. Encontra-se na Europa.

## Descrição

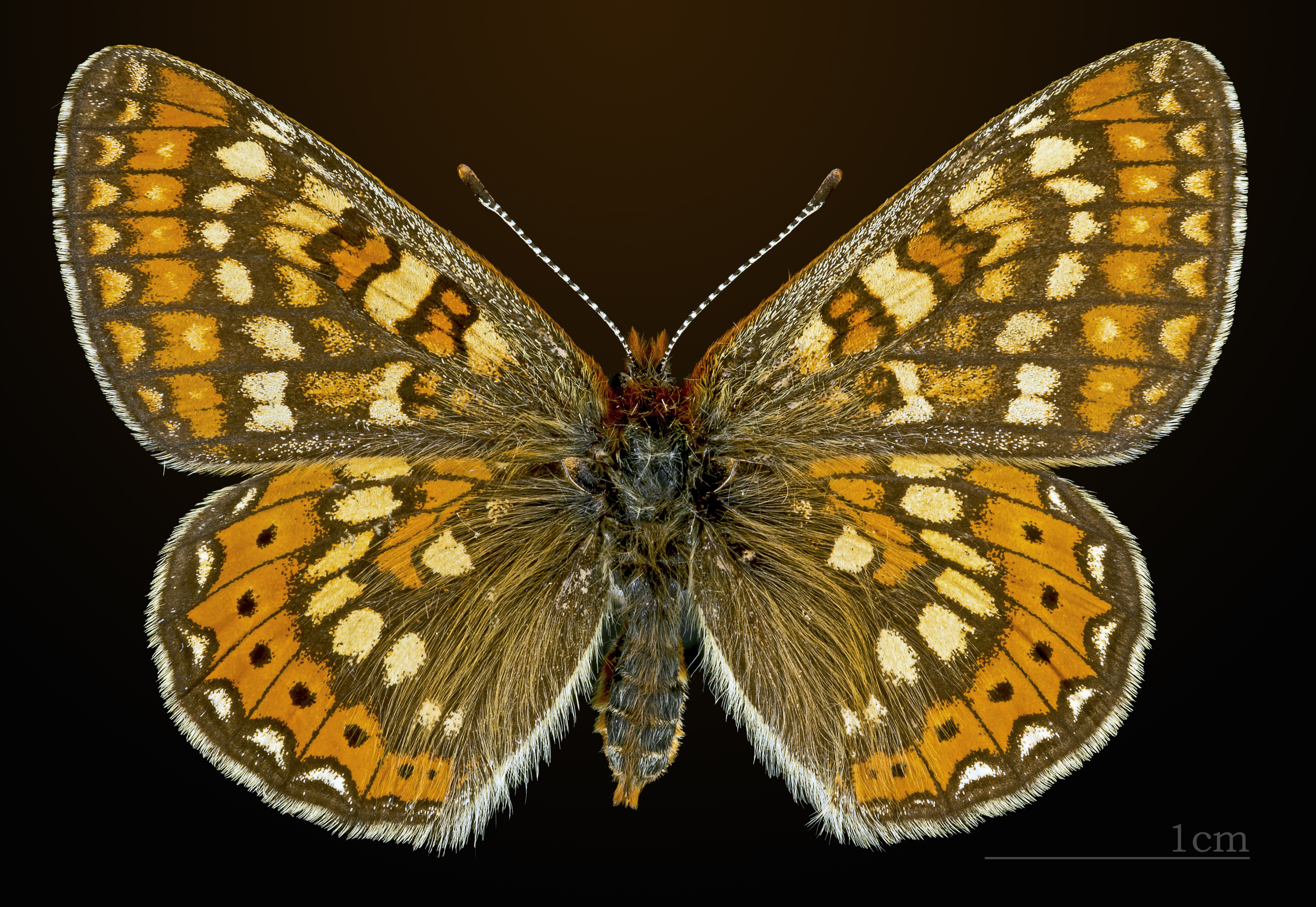
Euphydryas aurinia
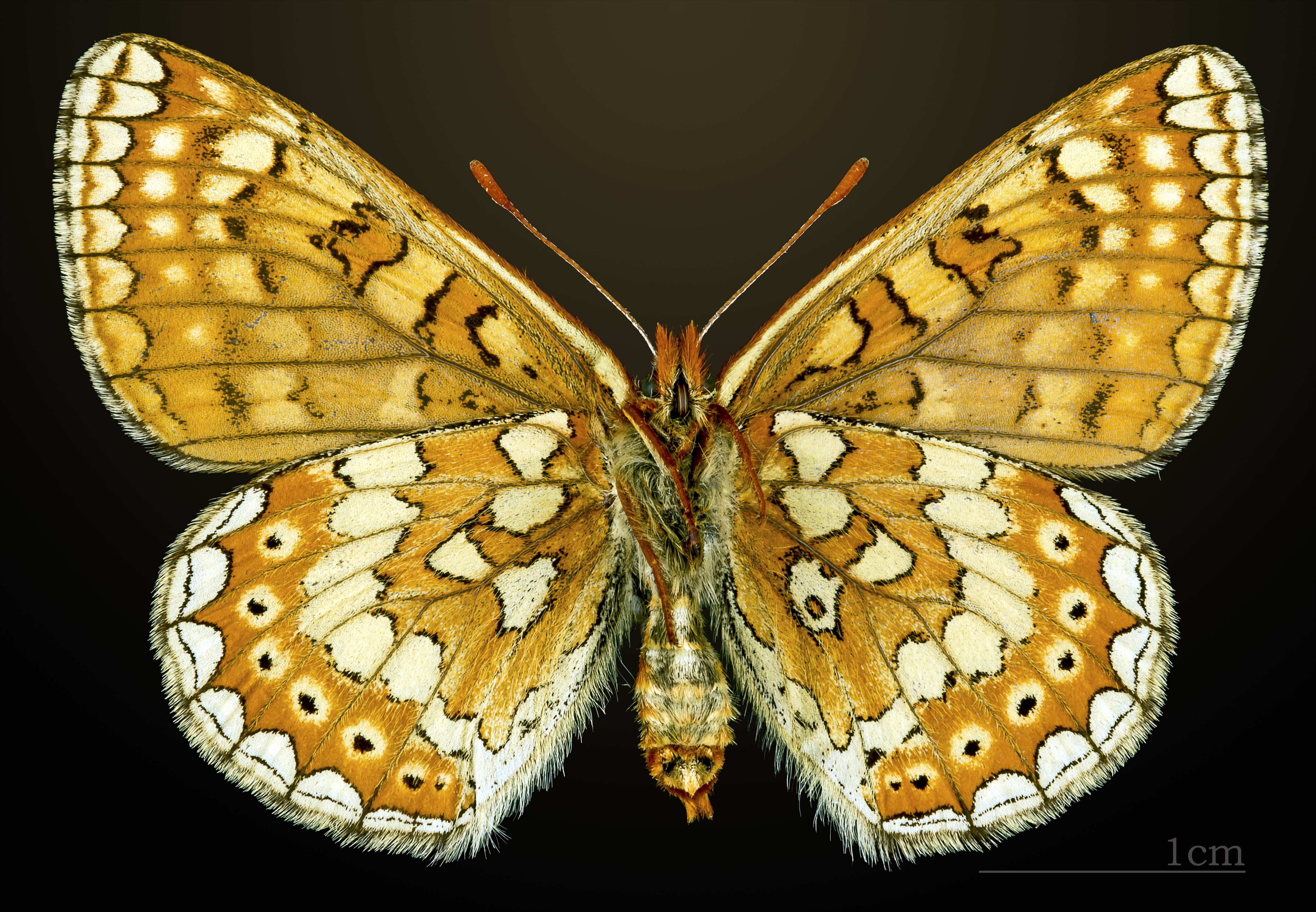
△ Euphydryas aurinia

## Subespécies
- Euphydryas aurinia aurinia
- Euphydryas aurinia banghaasi (Seitz, 1908).
- Euphydryas aurinia barraguei (Betz, 1956)
- Euphydryas aurinia beckeri (Lederer, 1853)
- Euphydryas aurinia bulgarica (Fruhstorfer, 1916)
- Euphydryas aurinia debilis Oberthür, 1909
- Euphydryas aurinia ellisoni (Rungs, 1950)
- Euphydryas aurinia laeta (Christoph, 1893)
- Euphydryas aurinia provincialis (Boisduval, 1828)

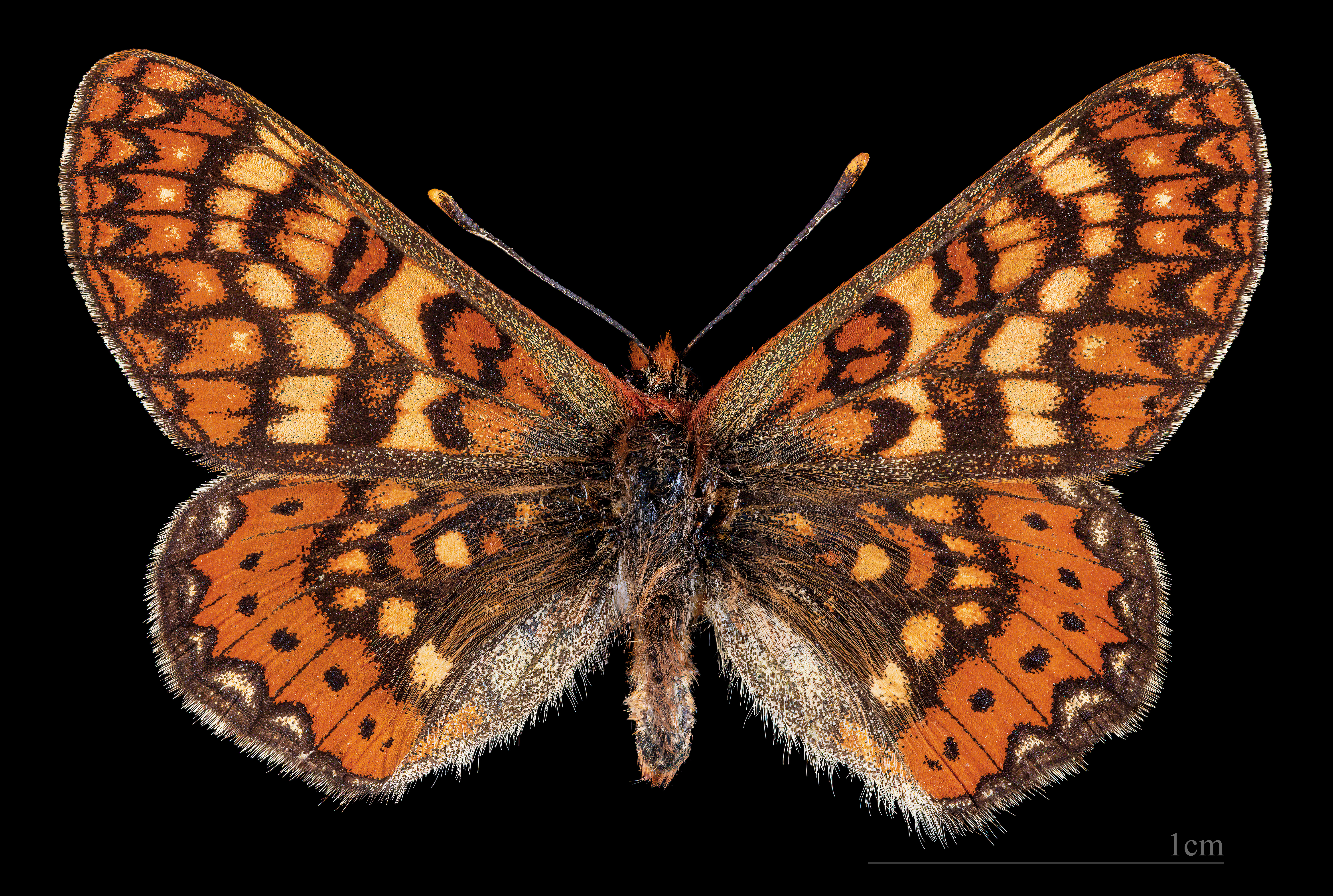
Euphydryas aurinia beckeri ♂
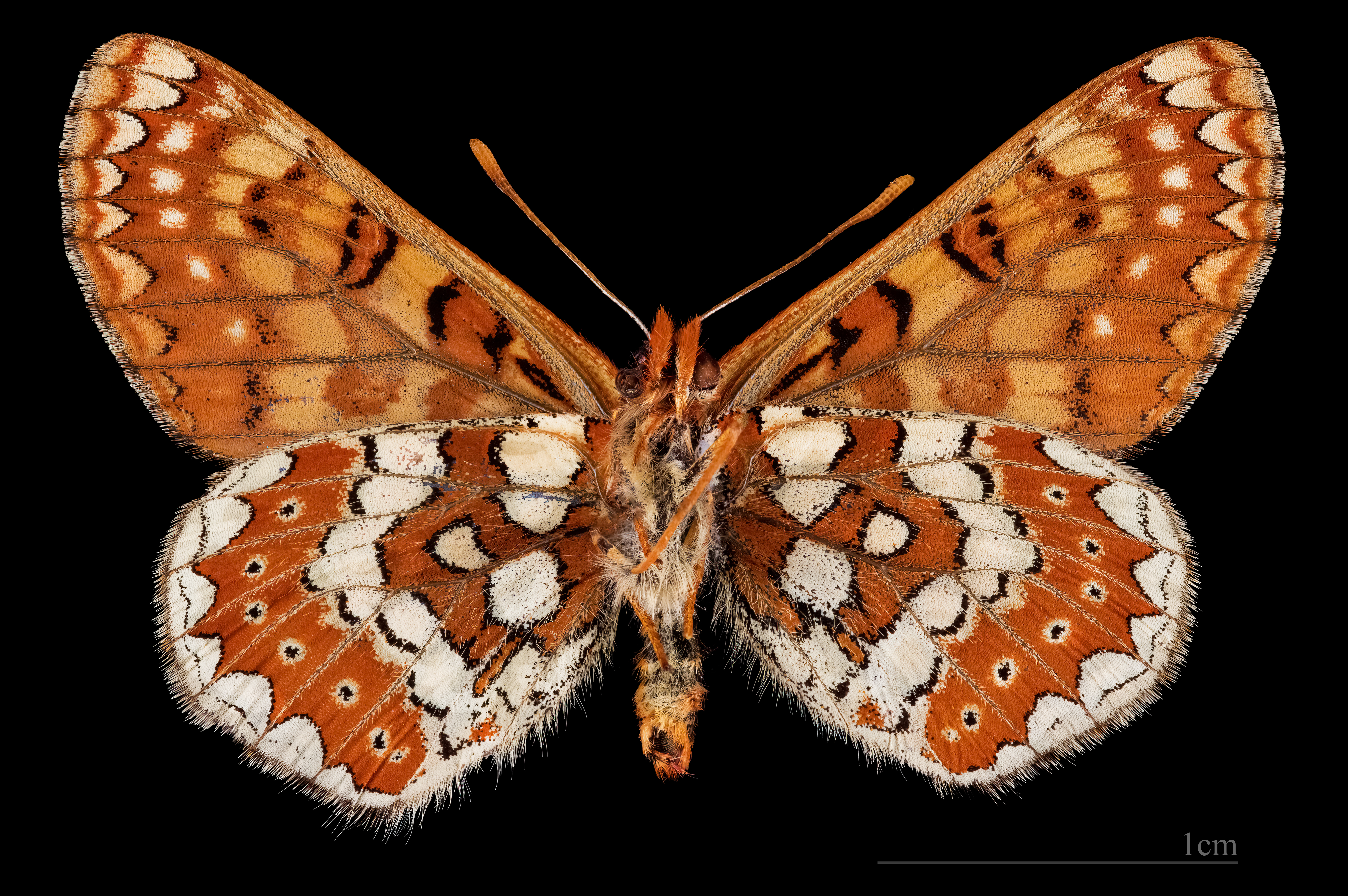
Euphydryas aurinia beckeri ♂  △
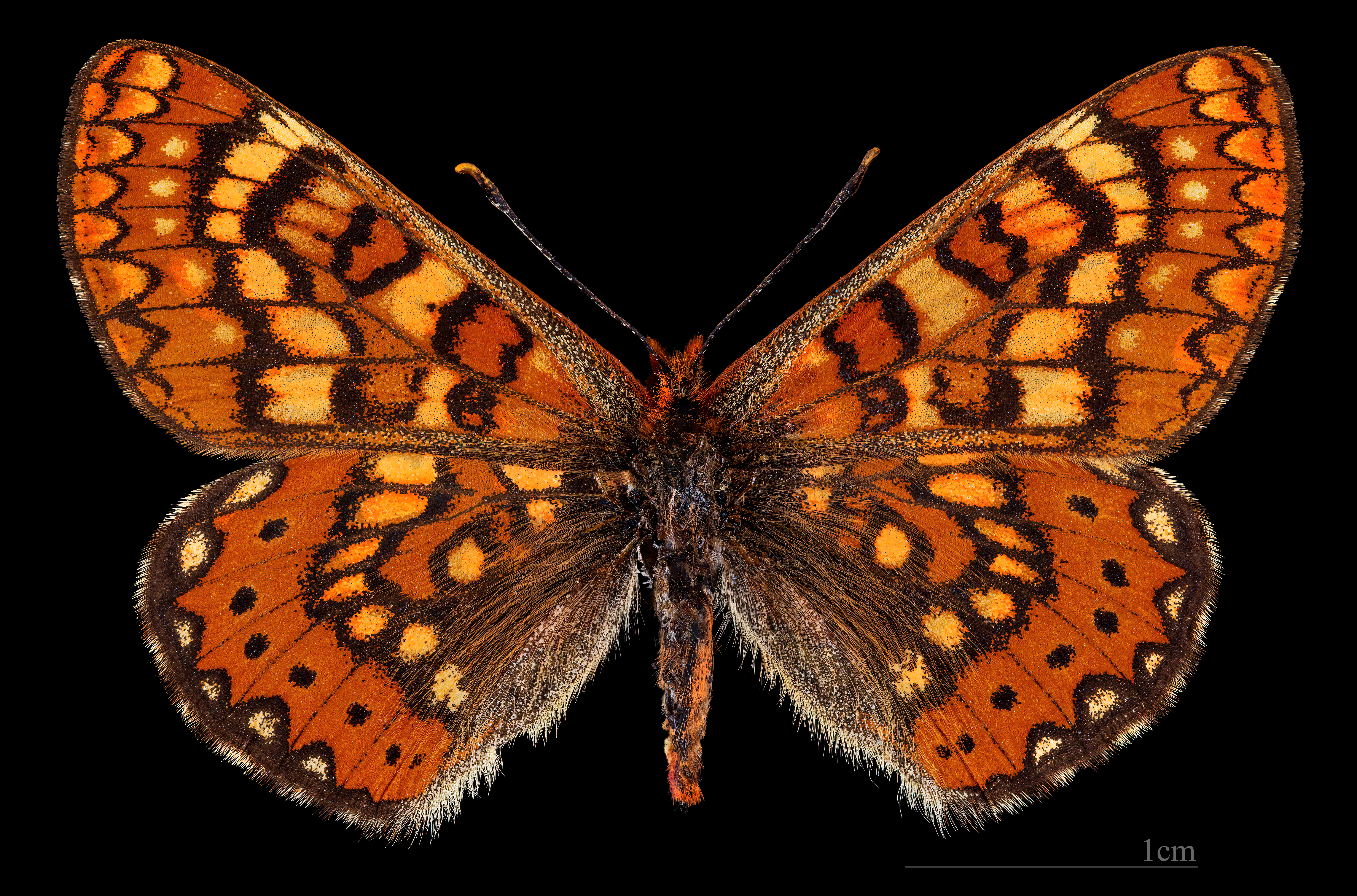
Euphydryas aurinia beckeri ♀
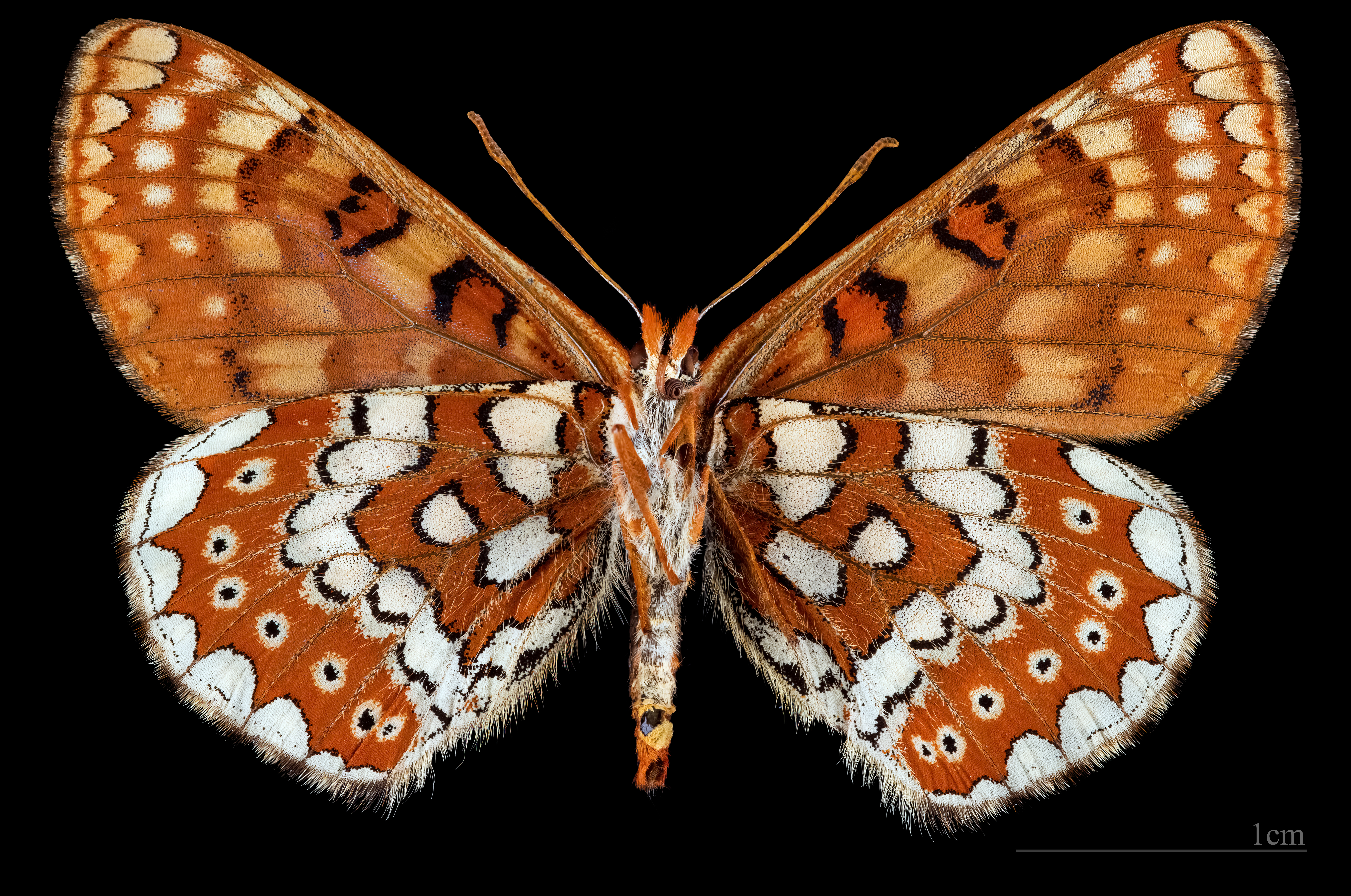
Euphydryas aurinia beckeri ♀ △

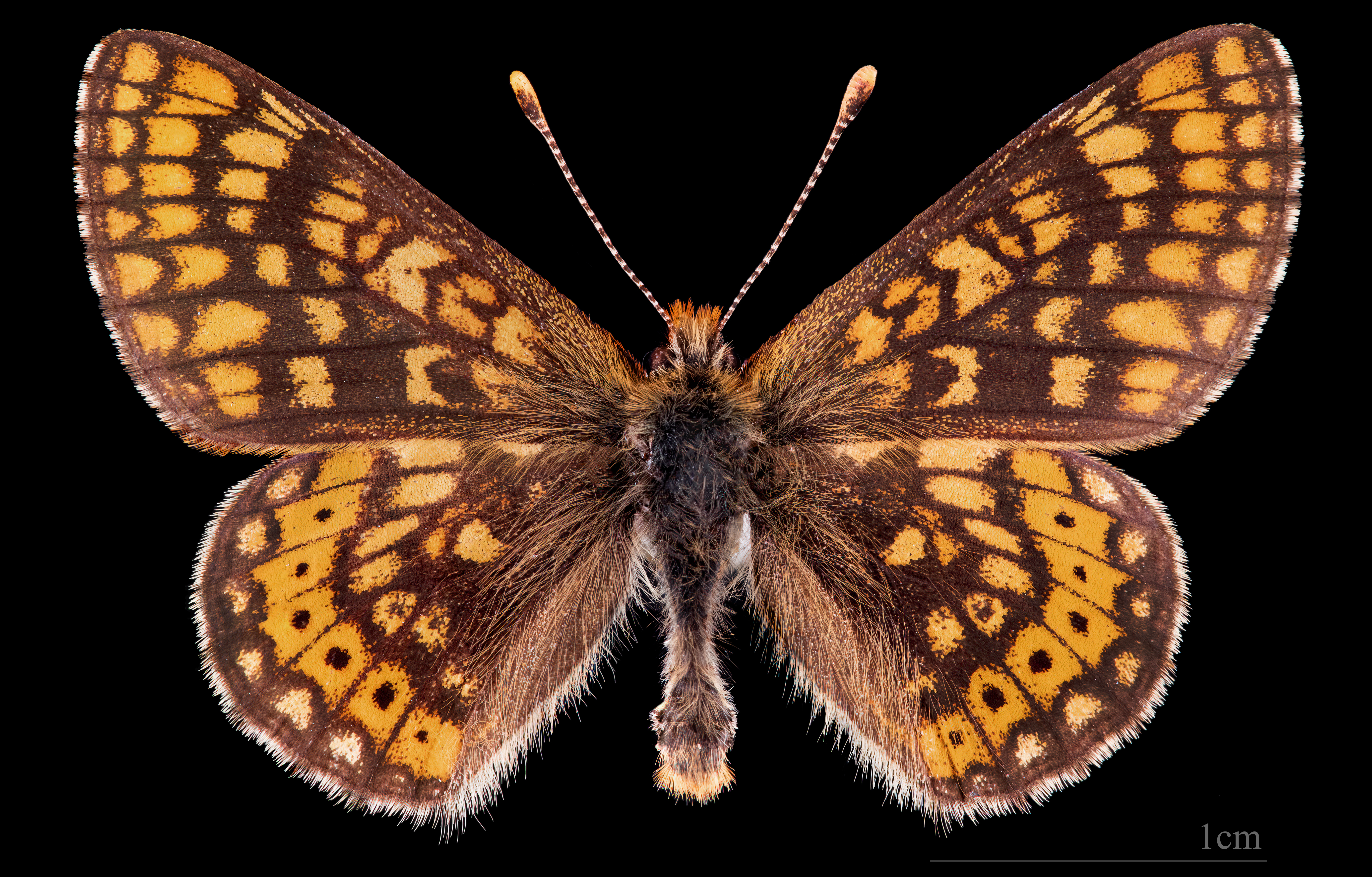
Euphydryas aurinia debilis ♂
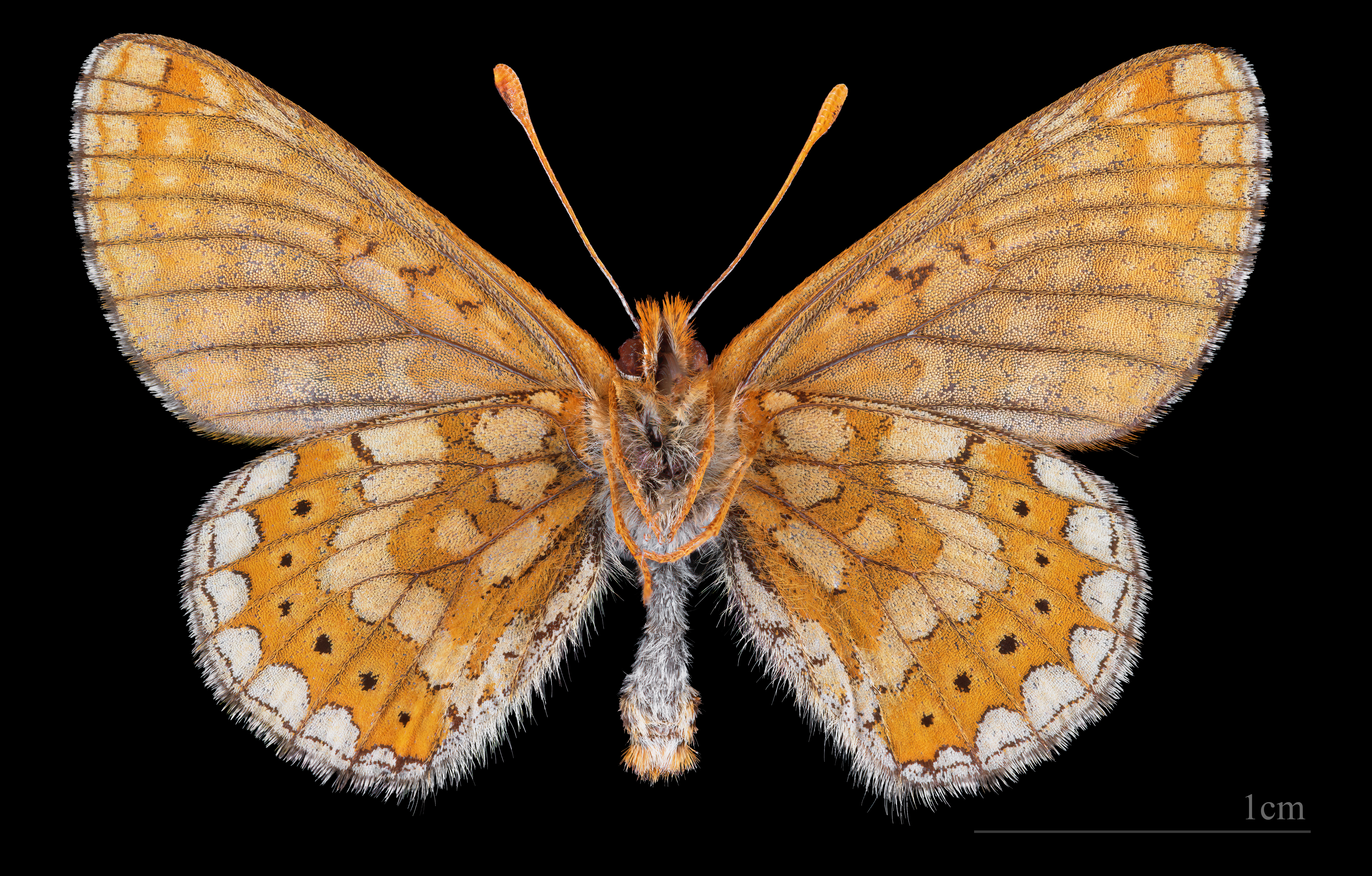
Euphydryas aurinia debilis ♂  △
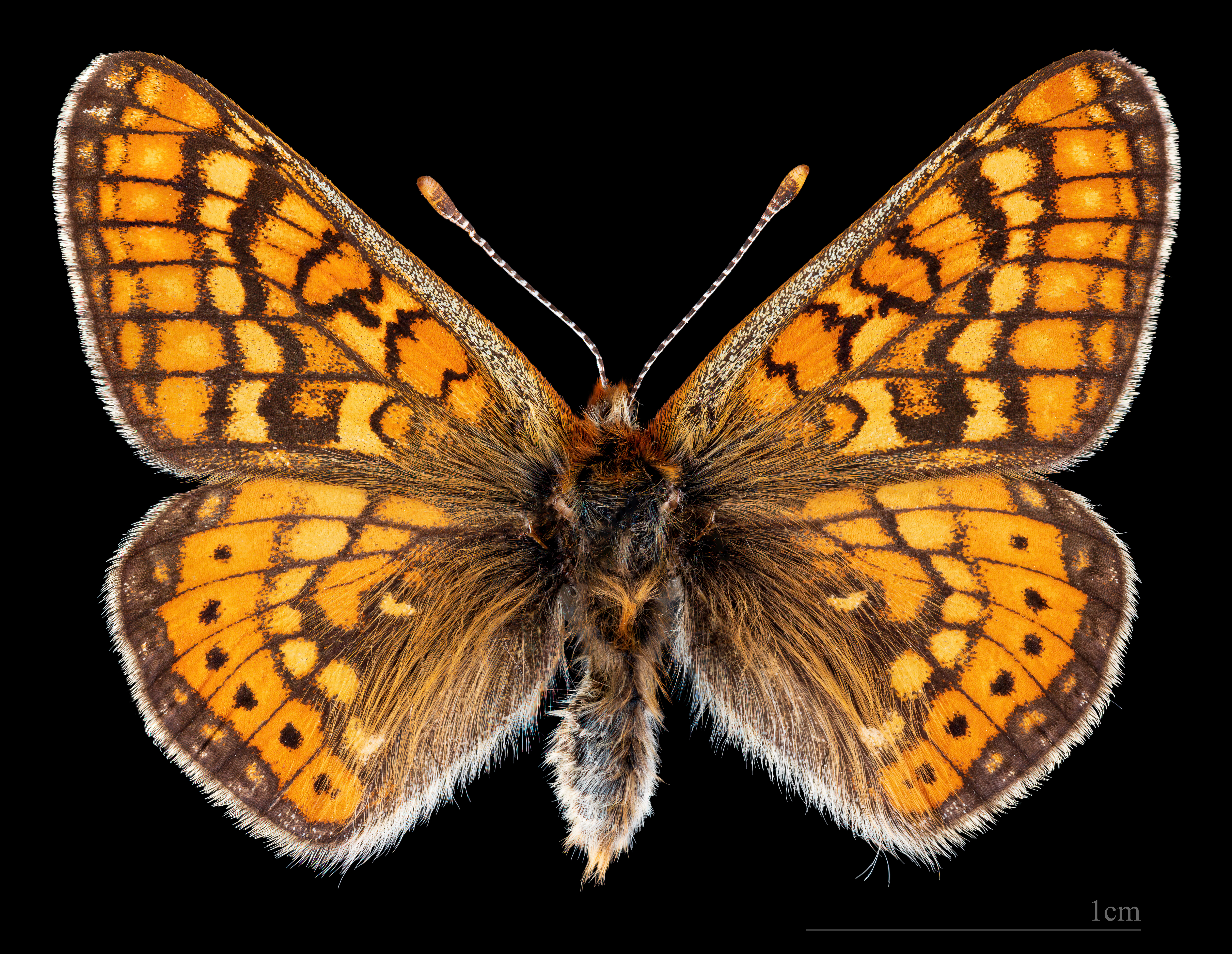
Euphydryas aurinia provincialis ♂
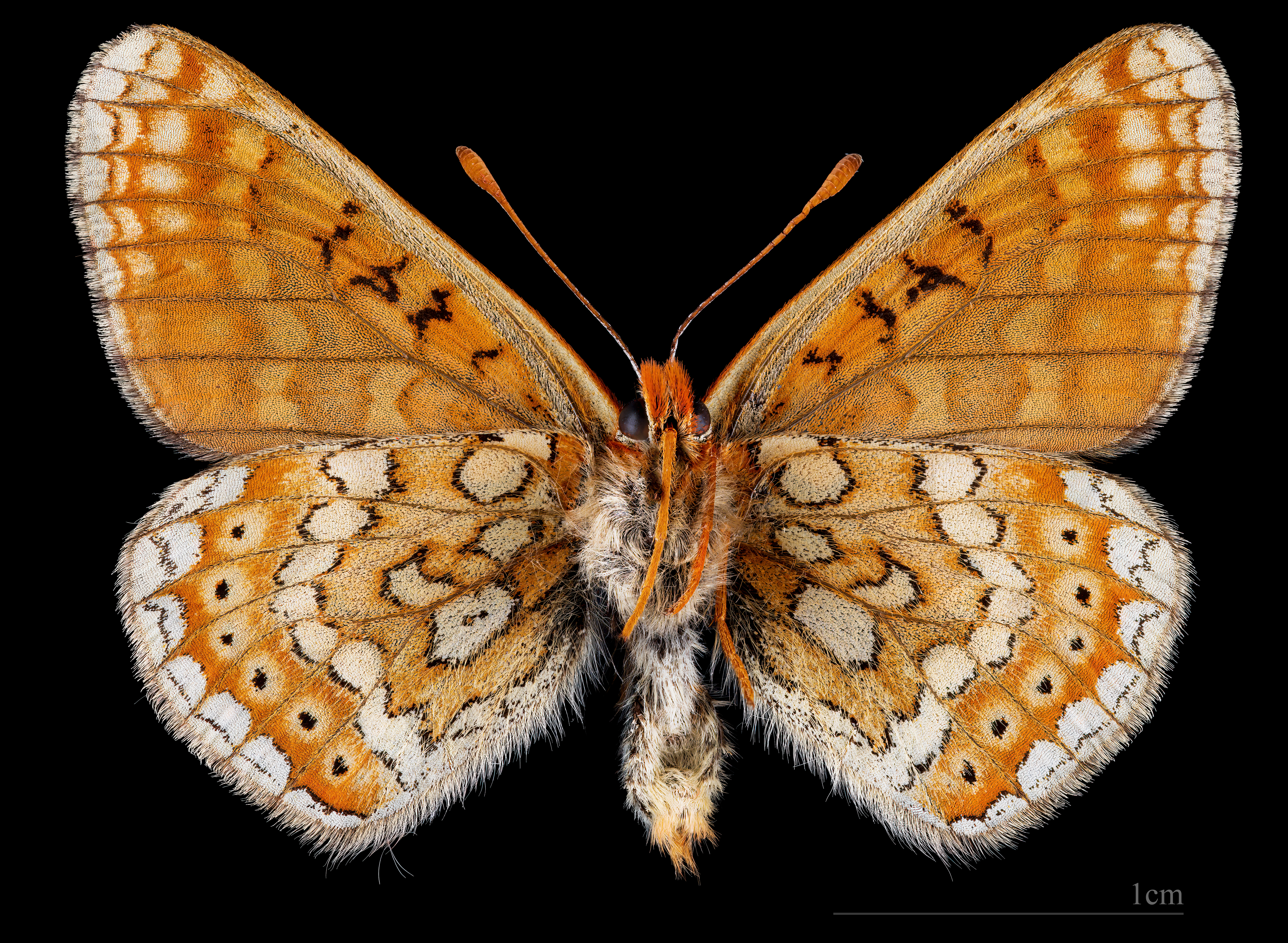
Euphydryas aurinia provincialis ♂ △